# Ribeirão Jataizinho
Der Ribeirão Jataizinho ist ein etwa 10 km langer rechter Nebenfluss des Rio Tibaji im Norden des brasilianischen Bundesstaats Paraná.

## Etymologie
Jataí ist in der Sprache der Eingeborenen der Name der Geleepalme (Butia). Die Butia-Palme kommt im Süden Brasiliens ebenso wie in Uruguay, Argentinien und Paraguay häufig vor. Der Name bezeichnet auch eine bestimmte Art von Bienen, die sich vom Nektar dieser Palmen ernähren. Das Suffix -zinho ist die portugiesische Verkleinerungsform.

## Geografie

### Lage
Das Einzugsgebiet des Ribeirão Jataizinho befindet sich auf dem Terceiro Planalto Paranaense (Dritte oder Guarapuava-Hochebene von Paraná).

### Verlauf
Sein Quellgebiet liegt im Munizip Jataizinho auf 386 m Meereshöhe etwa 8 km südöstlich der Stadtmitte in der Nähe der BR-369.
Der Fluss verläuft in nordwestlicher Richtung. Er passiert die Kernstadt im Nordosten und kreuzt die Eisenbahnlinie São Paulo-Paraná, bevor er von rechts in den Rio Tibaji fließt. Er mündet auf 341 m Höhe. Er ist etwa 10 km lang.

### Munizipien im Einzugsgebiet
Der Ribeirão Jataizinho verläuft vollständig innerhalb des Munizips Jataizinho.